# Anthostomella tumulosa
Anthostomella tumulosa är en svampart som först beskrevs av Roberge ex Desm., och fick sitt nu gällande namn av Pier Andrea Saccardo 1882. Anthostomella tumulosa ingår i släktet Anthostomella och familjen kolkärnsvampar.   Inga underarter finns listade i Catalogue of Life.